# Sigurd Nilsson
Sigurd Nilsson (ur. 11 stycznia 1910, zm. 12 lutego 1972) – szwedzki biegacz narciarski, srebrny medalista mistrzostw świata.

## Kariera
W 1938 roku wystartował na mistrzostwach świata w Lahti. Osiągnął tam największy sukces w swojej karierze wspólnie ze Svenem Hanssonem, Donaldem Johanssonem i Martinem Matsbo zdobywając brązowy medal w sztafecie 4x10 km. Na tych samych mistrzostwach zajął także 35. miejsce w biegu na 18 km techniką klasyczną. Nigdy nie startował na igrzyskach olimpijskich.

## Osiągnięcia

### Mistrzostwa świata
| Miejsce | Dzień     | Rok  | Miejscowość | Konkurencja          | Czas biegu | Strata | Zwycięzca      |
| ------- | --------- | ---- | ----------- | -------------------- | ---------- | ------ | -------------- |
| 35.     | 25 lutego | 1938 | Lahti       | 18 stylem klasycznym | 1:09:37    | +5:03  | Pauli Pitkänen |
| 3.      | 28 lutego | 1938 | Lahti       | Sztafeta 4x10 km     | 2:38:42    | +4:23  | Finlandia      |